# ده سيد (بيش كوه زلاغي)
ده سید (بالفارسية: ده سید) هي قرية تقع في إيران في قسم بیش کوه زلاغي الریفي. يقدر عدد سكانها بـ 24 نسمة .